# Косохново
Косохново — небольшая деревня в Пушкиногорском районе Псковской области.

## География
Расположена за лесным массивом шириной около 2 км, отделяющим её от инфраструктуры пушкиногорского заповедника. Хорошей подъездной дороги не имеет, лесная дорога пересекает ручей в большом овраге, склоны оврага имеют свойство приходить в негодность для передвижения по ним на легковых автомобилях.

## Население
Численность населения деревни по оценке на конец 2010 года составляла 12 человек.

## История
До 1917 года именовалась Косохнова. Первые упоминания в XVI—XVIII вв. Была подарена Петром I стрельцу Косохнову. В 1995 - 2010 годах входила в состав Пушкиногорской волости.